# Sergiu Bejan
Sergiu Vasile Bejan (Suceava, 18 de noviembre de 1996) es un deportista rumano que compite en remo.
Ganó una medalla de oro en el Campeonato Mundial de Remo de 2022 y siete medallas en el Campeonato Europeo de Remo entre los años 2018 y 2025.
Participó en dos Juegos Olímpicos de Verano, ocupando el séptimo lugar en Tokio 2020 (ocho con timonel) y el quinto en París 2024 (cuatro sin timonel).

## Palmarés internacional
| Campeonato Mundial | Campeonato Mundial       | Campeonato Mundial | Campeonato Mundial |
| Año                | Lugar                    | Medalla            | Prueba             |
| ------------------ | ------------------------ | ------------------ | ------------------ |
| 2022               | Račice (República Checa) | Medalla de oro     | Dos sin timonel    |
| Campeonato Europeo |                          |                    |                    |
| Año                | Lugar                    | Medalla            | Prueba             |
| 2018               | Glasgow (Reino Unido)    | Medalla de bronce  | Ocho con timonel   |
| 2020               | Poznań (Polonia)         | Medalla de plata   | Ocho con timonel   |
| 2021               | Varese (Italia)          | Medalla de plata   | Ocho con timonel   |
| 2022               | Múnich (Alemania)        | Medalla de oro     | Dos sin timonel    |
| 2023               | Bled (Eslovenia)         | Medalla de plata   | Ocho con timonel   |
| 2024               | Szeged (Hungría)         | Medalla de bronce  | Ocho con timonel   |
| 2025               | Plovdiv (Bulgaria)       | Medalla de oro     | Cuatro sin timonel |